# Ферровіаріу (Уамбо)
Клубе Дешпортіву Ферровіаріу ді Уамбо або просто Ферровіаріу (порт. Clube Desportivo Ferroviário do Huambo) — професіональний ангольський футбольний клуб з міста Уамбо, столиці провінції Уамбо.

## Історія клубу
Клуб було засновано 1 грудня 1930 року в місті Новий Лісабон під назвою Ферровіаріу Спорт Клубе ді Нова Лісбоа. В 1951 та 1974 роках команда виграла Чемпіонат провінції Ангола. Після проголошення незалежності Анголою провідним клубом міста стає Петру Уамбо, і в 1990-их роках «Ферровіаріу» частково змінює свою назву, замість «Нова Лісбоа» у команди в назві з'являється слово «Уамбо»

## Стадіон
Домашні матчі клуб проводить на стадіоні «Ештадіу душ Курікутелаш», який вміщує 10 000 уболівальників.

## Досягнення
- Чемпіонат провінції Ангола
  -  Чемпіон (2): 1951, 1974